# Мендзижецький повіт
Мендзижецький повіт (пол. powiat międzyrzecki) — один із 12 земських повітів Любуського воєводства Польщі.
Утворений 1 січня 1999 року в результаті адміністративної реформи.

## Загальні дані
Повіт розташований у східній частині воєводства. Адміністративний центр — місто Мендзижеч. Станом на 1.01.2008 населення становило 58 279 осіб, площа 1387,61 км².
На терени повіту були депортовані 838 українців з українських етнічних територій у 1947 році (т. з. акція «Вісла»).

## Демографія
Демографічні дані повіту станом на 30.06.2005:
|       | Всього | Всього | Жінки  | Жінки | Чоловіки | Чоловіки |
| ----- | ------ | ------ | ------ | ----- | -------- | -------- |
|       | осіб   | %      | осіб   | %     | осіб     | %        |
| Повіт | 58 288 | 100    | 29 566 | 50,7  | 28 722   | 49,3     |
| Міста | 31 086 | 100    | 16 020 | 51,5  | 15 066   | 48,5     |
| Села  | 27 202 | 100    | 13 546 | 49,8  | 13 656   | 50,2     |